# 西豐特斯市

西豐特斯市（西班牙語：Municipio Sifontes），是委內瑞拉的一個市，位於該國西部玻利瓦爾州，首府設於埃爾多拉多，面積24,393平方公里，2011年人口49,384，人口密度為每平方公里2.0人。